# Flemingia strobilifera
Flemingia strobilifera, comúnmente conocida como la planta de la suerte, es una planta perenne de floración perteneciente a la familia de las leguminosas, Fabaceae, y subfamilia Faboideae. Es nativa del Sur, Este y Sudeste de Asia.

## Distribución
Es común en China, Taiwán, Bután, India, Nepal, Pakistán, Sri Lanka, Laos, Myanmar, Tailandia, Vietnam, Indonesia, Malasia, Papúa Nueva Guinea y Filipinas.

## Descripción
Este arbusto perenne de tallo erguido crece de 1.5 m a 2 m de altura. Sus hojas tienen una forma aovada u oblonga con venación pinnada y márgenes ondulados. Florece de octubre a diciembre. Sus pequeñas y blancas flores, con forma de guisante, están envueltas por un par de brácteas florales reniformes.

## Usos
En Bangladés es utilizada en la medicina tradicional para tratar epilepsia, histeria y fiebre. Es una parte esencial del festival Bihu (গৰু বিহু), durante el cual el ganado se lava y se golpea suavemente usando ramitas de esta planta. Esta práctica es conocida como makhiyoti (মাখিয়তী) en el estado de Assam localizado en el noreste de la India.

## Ecología
La especie es invasiva en Nueva Caledonia. En Panamá, es una planta foránea.

## Fotos

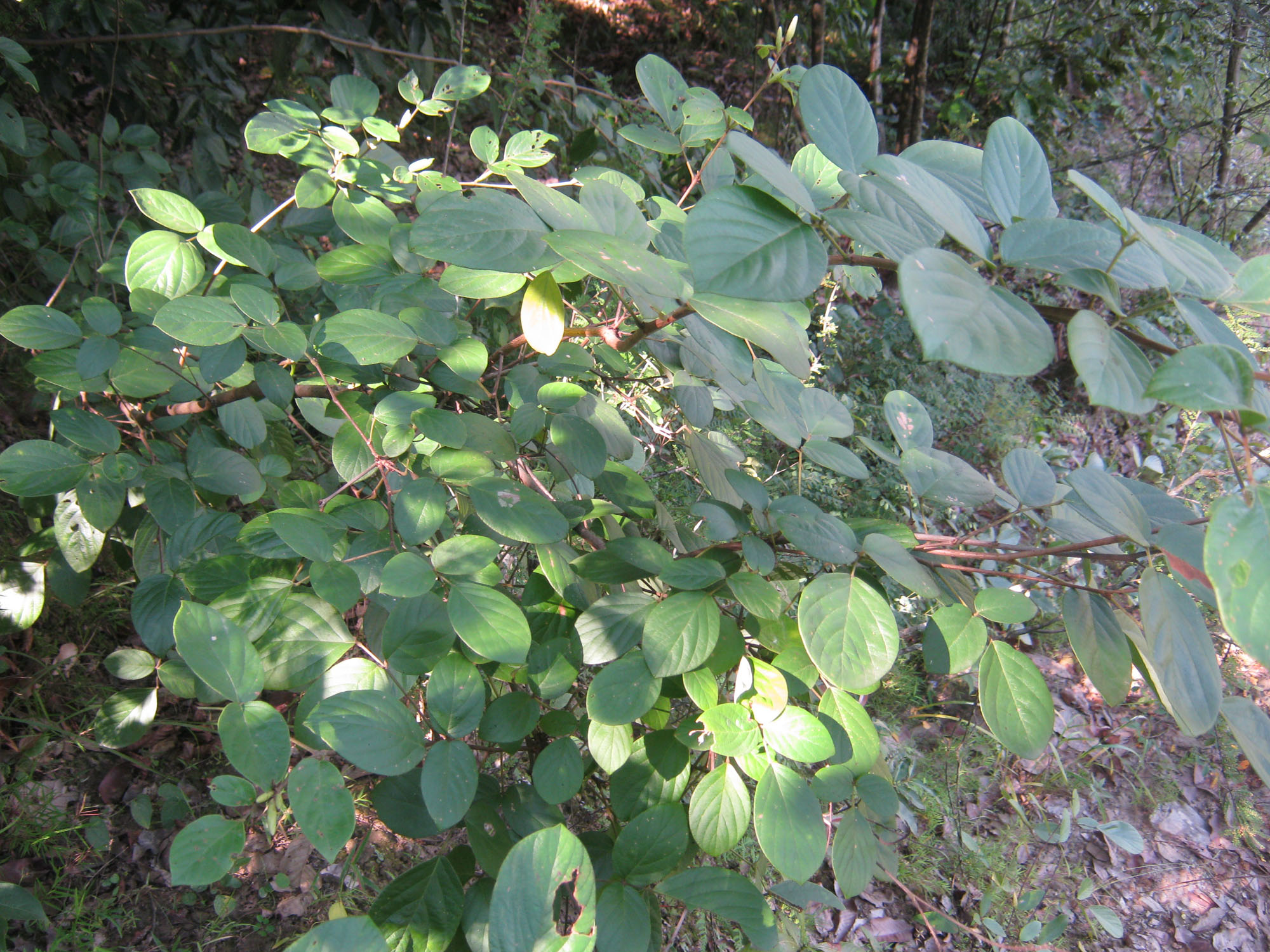
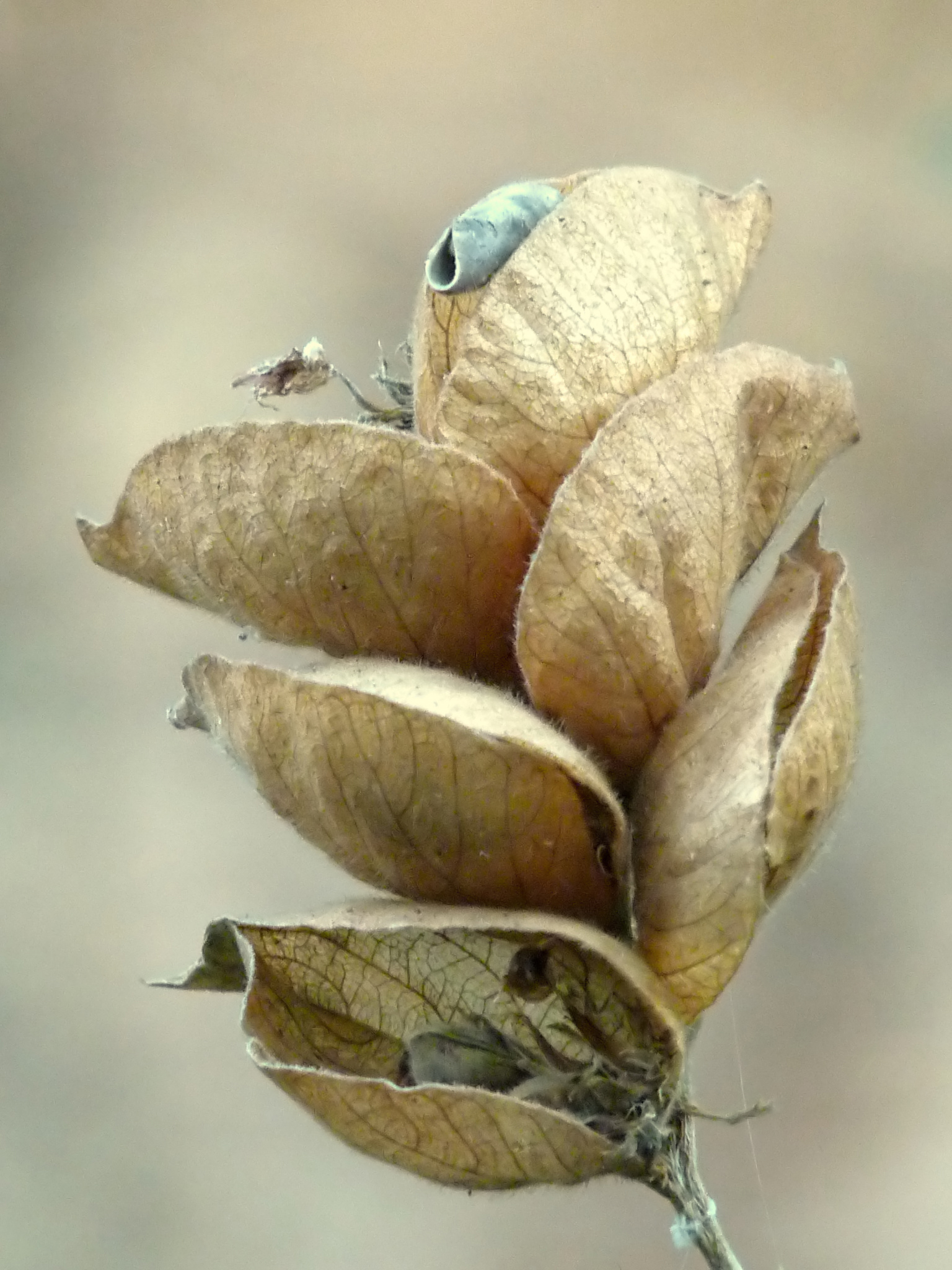
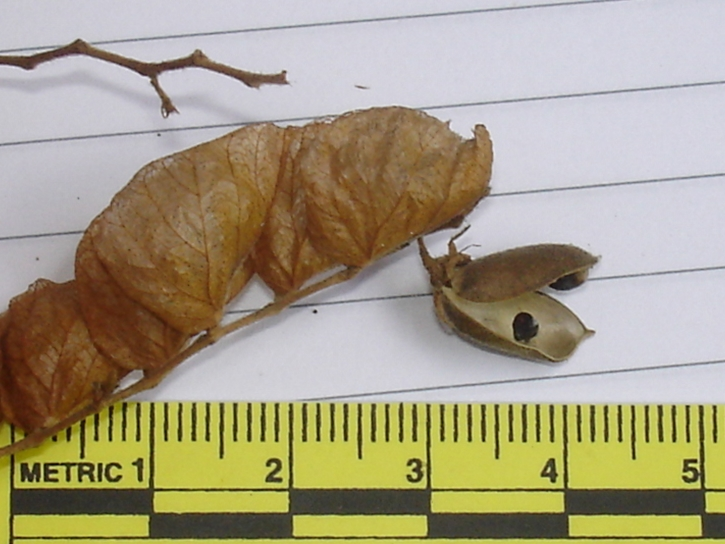